# Абд-ру-шин
Абд-ру-шин (Abd-ru-shin или Abdruschin) — псевдоним Оскара Эрнста Бернхардта (нем. Oskar Ernst Bernhardt; 18 апреля 1875, Бишофсверда, Германия — 6 декабря 1941, Кипсдорф, Германия) — немецкий писатель, создал произведение «В Свете Истины. Послание  Граля» (нем. Im Lichte der Wahrheit. Gralsbotschaft), которое легло в основу деструктивной секты «Международное Движение Грааля».

## Биография
Абд-ру-шин родился 18 апреля 1875 года в городе Бишофсверда (Германия) в состоятельной семье Бернгардтов (мать Эмма Тереза, отец Клеменс Теодор), родители дали ему имя Оскар Эрнст, он был пятым, самым младшим ребёнком в семье. После окончания народной школы по желанию своих родителей избрал профессию коммерсанта. Окончил училище коммерции и торговли. Затем занялся самостоятельной профессиональной деятельностью в Дрездене. С 1900 года в связи с коммерческими делами последовали его многочисленные путешествия по разным странам мира. Впечатления от поездок послужили толчком к началу его писательской деятельности. Его путевые эссе и театральные пьесы пользовались успехом, и он приобрёл известность в Германии как писатель-драматург. Он побывал в Индии, Турции, странах Ближнего Востока, в Америке.
После длительного пребывания в Нью-Йорке в 1913 году он приезжает в Англию и живёт в Лондоне. Там его застаёт Первая мировая война, и в 1915 году его как немецкого подданного интернируют на остров Мэн. Период изоляции, соприкосновение со страданиями людей в трагических судьбах военного времени и личные внутренние переживания этого периода побудили его к размышлениям над основополагающими вопросами, связанными с Богом, смыслом жизни и задачей человека. Он осознал, что ни различные религиозные идеологии, ни значительные научные достижения не позволяют обрести ясный путь выхода из тупика духовного опустошения и мирового кризиса. Человечество нуждалось в новом системном знании, которое показало бы механизмы законов Мироздания, проявляющихся в особых взаимосвязях, направляющих движущие силы судьбоносных мировых событий и обусловливающих жизнь человека. Его размышления и поиск выхода из духовного смятения всё больше пробуждали в нём желание помочь людям и показать им правильный путь к преобразованию жизни, заполнив пробелы в области духовных знаний. После освобождения, вновь вернувшись на родину весной в 1919 году, он осознаёт свою задачу: указать ищущим суть законов Мироздания и выход из лабиринтов заблуждений. Он ездит по Германии и выступает с публичными докладами.
С 1923 года начинает публиковать свои первые доклады в тетрадях-брошюрах «Листки Граля» (Gralsblätter), где позже печатает также ответы на задаваемые ему многочисленные вопросы. Все свои произведения, посвящённые описываемой им системе духовных знаний, он всегда подписывал именем «Абдрушин» (позже «Абд-ру-шин»), он также получал письма на это имя, которое не было только лишь неким «литературным псевдонимом», а указателем, с помощью которого автор пытался подчеркнуть то, что он ставит своей целью. В 1926 году Абд-ру-шин объединил и опубликовал написанные до той поры доклады в книгу «В Свете Истины. Новое Послание Граля» (Im Lichte der Wahrheit. Neue Gralsbotschaft) — в так называемое «малое» или «фиолетовое» (по цвету обложки) издание, состоящее из 43 докладов. Дальнейшие доклады он продолжает публиковать в выпусках «Листков Граля», а с 1927 года — и в новом журнале «Призыв» (Der Ruf).
В 1928 году Абд-ру-шин со своей семьёй переезжает на плато Фомперберг (Тироль, Австрия). Вскоре на Фомперберг стали приезжать люди, желавшие быть рядом с Абд-ру-шином, черпать от него знания и строить свою жизнь в соответствии с принципами «Послания Граля». Так появился Посёлок Граля, существующий и поныне.
В 1931 году Абд-ру-шин издаёт свой главный труд «В Свете Истины. Послание Граля» (нем. Im Lichte der Wahrheit. Gralsbotschaft) — так называемое «большое издание» 1931 года. Оно состояло как из докладов, которые входили в «малое издание» 1926 года, так и из новых докладов, публиковавшихся в «Листках Граля» и «Призыве». «Большое издание» 1931 года состояло из 91 доклада и приложения, состоящего из разъяснённых автором «Десяти Заповедей Божьих» и доклада «Жизнь».
Опубликованная в 1934 году книга «Отзвуки Послания Граля I» (нем. Nachklänge zur Gralsbotschaft I) содержала новые доклады, которые расширяли знания о законах Мироздания, Вселенной как Творения Бога и освещали действующие взаимосвязи бытия человека на основе сформированного в 1931 году «Послания Граля». Поэтому «Отзвуки Послания Граля» были предназначены для воспринявших системное знание «В Свете Истины. Послание Граля».
Первый том «Отзвуков Послания Граля» состоит из 61 доклада. Подготовленный к печати в 1937 году 2-й том из 38 докладов не был издан из-за начавшегося преследования автора и предательства со стороны бывших сторонников.
Следующие доклады и ответы на вопросы для широкого круга читателей Абд-ру-шин смог публиковать в новом журнале «Голос» (Die Stimme), печатавшимся в Швейцарии. В течение 1937 года было издано 12 выпусков, в которых были опубликованы 10 его докладов. Последний выпуск извещал читателей о том, что из-за трудностей следующий выпуск выйдет в июле 1938 года, однако ни издание дальнейших выпусков «Голоса», ни возможное издание второго тома «Отзвуков Послания Граля» осуществить не удалось.
Нацистская Германия аннексировала Австрию, и в этот же день, 12 марта 1938 года, Абд-ру-шин был арестован германскими властями национал-социалистического режима, а Посёлок Граля — экспроприирован. Ценой многих усилий и ходатайств одного из учеников, Абд-ру-шина выпустили из тюрьмы Инсбрука в сентябре 1938 года. Домой он уже не вернулся: его отправили в ссылку в Шлаурот под Гёрлицем. Затем в марте 1939 года Абд-ру-шин с семьёй переехал в Кипсдорф (Рудные горы), где находился под постоянным надзором гестапо, подвергаясь регулярным допросам со стороны представителей тайной полиции.

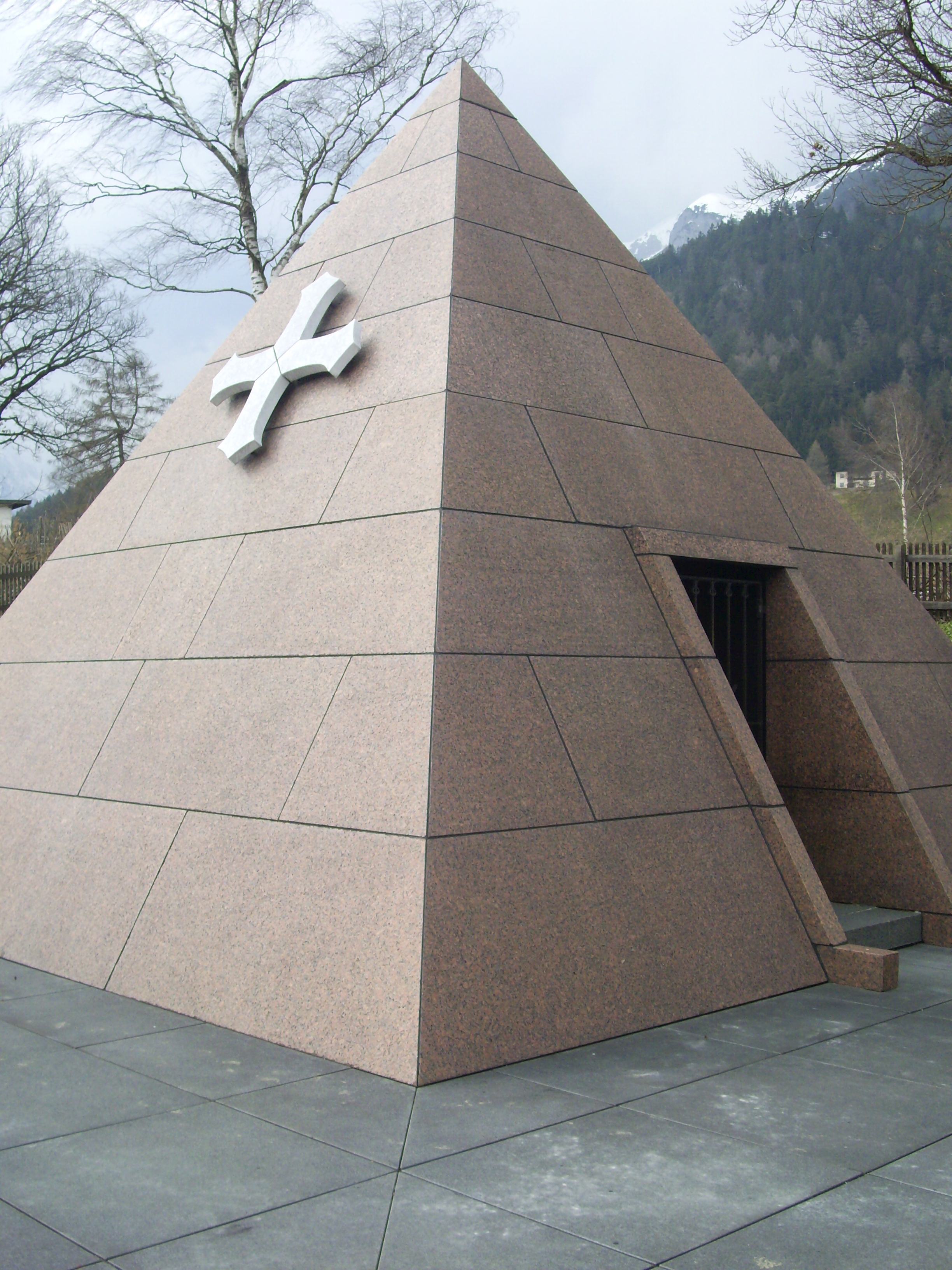
Фомперберг. Склеп Абд-ру-шина

Абд-ру-шин скончался 6 декабря 1941 года. 11 декабря он был похоронен в Бишофсверде. В 1949 году его останки были перенесены в Посёлок Граля на Фомперберг в подготовленный склеп, имеющий форму пирамиды.
В период с 1938 по 1945 годы «Послание Граля» находилось под официальным запретом в нацистской Германии (в ГДР — до 1990 года).

Произведение Абд-ру-шин с первого доклада указывает, что цель автора — разъяснить ищущим законы мироздания. Он призывал всякого серьёзного читателя, отбросив предубеждения прежних догм, объективно проверить правоту предлагаемого слова. О своей цели Абд-ру-шин в 1936 году писал:
«Я просто писал моё Послание Граля, которое мне нужно было принести человечеству. Так как это Послание охватывает знание о действии всего Творения настолько полно, как это до сих пор ещё не могло быть дано, то в нём люди точно узнают пути, которыми они должны идти, чтобы прийти к внутреннему миру и с ним к радостному творчеству уже на Земле. (…) Моя цель духовного рода! Однако я не несу новой религии, не хочу основывать никакой новой церкви, равно как и секты, а со всей простотой даю ясную картину самостоятельного действия Творения, несущего Волю Божью, из чего человек в состоянии чётко осознать, какие пути для него хороши».
Абд-ру-шин стремился сконцентрировать внимание читателя на своём «Послании Граля». При этом он избегал обращения взгляда читателя на свою личность как на центр его учения. Он требовал от своих читателей обращать внимание «на Слово, а не на того, кто его несёт».

Абд-ру-шин также указал, что знания, принесённые в «Послании Граля», он не черпал из сторонних источников, и что сам он не является представителем какой-либо религии, «направления» или «школы»:
«Я не вышел ни из какой группы, не пользовался никакой школой, нигде не изучал и не приобретал мои знания. (…) То, что я утверждаю в моих докладах, говорю я по убеждённости из себя самого. И если в различных религиях можно найти сходства, то я их определённо не почерпнул оттуда. Однако меня радует, когда в них утверждается то же самое или подобное. По всем этим причинам я постоянно призываю, чтобы проверялись слова, но не обращалось внимание на говорящего! Кто тогда захочет следовать за мной, тот действительно искренне ищущий, который умеет размышлять сам. А другие люди, которым нужно придерживаться личности вместо предмета, которые, следовательно, и не могут оставаться объективными, не имеют никакой ценности для серьёзного устремления вперёд».
Всего Абд-ру-шин является автором порядка 300 докладов, изложенных в письменной форме, и около 130 ответов на вопросы.

## «Международное Движение Грааля»
После окончания Второй мировой войны семья Абд-ру-шина, прилагая усилия по восстановлению довоенной деятельности, получила возможность вернуться в восстановленный Посёлок Граля. Вдова Оскара Эрнста Бернхардта Мария основала «Международное Движение Грааля» (Internationale Gralsbewegung) с «Управлением Грааля» в Посёлке Граля на Фомперберге (Grals-Verwaltung Vomperberg).
Согласно свидетельству от 15 мая 1956 года приёмной дочери Абд-ру-шина Ирмингард, «с 1939 по 1941 год Послание Граля было переработано самим его автором. (…) В конце мая 1941 года рукопись по переработке была готова к печати». Оно было откорректировано и заново упорядочено. В 1949-1950 гг. Послание Граля было издано в этой новой форме, 3-томное издание книги «В Свете Истины. Послание Граля» (168 докладов) и отдельно книги «Предостережения», предназначенной только для приверженцев учения (22 доклада).
В 1953 году были изданы книга «Десять Заповедей Божьих и Отче наш» и книга «Ответы на вопросы», состоящая из 89 ответов Абд-ру-шина на вопросы читателей его докладов.
Произведения Абд-ру-шина, издаваемые «Управлением Грааля, Фомперберг», стали основой учения, распространяемого «Международным Движением Грааля».
Ещё с начала распространения Послания Граля (1923 год) появились люди, которые желали следовать учению, изложенному Абд-ру-шином. Свободные объединения, возникавшие с 1927 года и составившие основу Движения Грааля, имели определённые соглашения, регулирующие их сотрудничество. Целью Движения Грааля является распространение учения Абд-ру-шина и претворение его в жизнь во всех областях.

В отношении этих возникающих объединений Абд-ру-шин в 1927 году заявил:
«Даже если я радостно приветствую эти объединения, я всё же не могу ими руководить, не могу также в них участвовать, потому что подобные устремления в конечном итоге всегда оказываются узами для того, вокруг кого они группируются. (…) Я должен быть и оставаться свободным в том, что мне нужно сказать!»
В настоящее время действуют три автономных центра Движения:
- Управление Грааля на Фомперберге (Австрия) — Grals-Verwaltung Vomperberg
- Орден Грааля на Земле (Бразилия)[2] — Ordem do Graal na Terra
- Фонд Послания Грааля (Германия) — Stiftung Gralsbotschaft

Действующие представительства Фонда Послания Грааля и Движения Грааля в России, на Украине и в Беларуси — «Издательства „Мир Граля“»:
- «Издательство Мир Граля», Пермь (Россия)[3]
- «Издательство Мир Граля», Одесса (Украина)
- «Издательство Мир Граля», Беларусь[4]
- Международное Движение Граля, Украина

## Труды Абд-ру-шина, изданные при его жизни
- 1926 — «В Свете Истины, Новое Послание Граля» (нем. In Lichte der Wahrheit, neue Gralsbotschaft")
- 1930 — «Десять Заповедей и Отче наш» (нем. «Die zehn Gebote Gottes und das Vaterunser»)
- 1931 — «В Свете Истины, Послание Граля» (нем. «Im Lichte der Wahrheit, Gralsbotschaft»)
- 1934 — «Отзвуки к Посланию Граля» I. (нем. «Nachklänge zur Gralsbotschaft»)
- «Отзвуки к Посланию Граля» II. (Второй том готовился автором к изданию в 1937 году, но из-за неблагоприятной ситуации не смог быть напечатан при жизни автора)